# Juan Chassaing

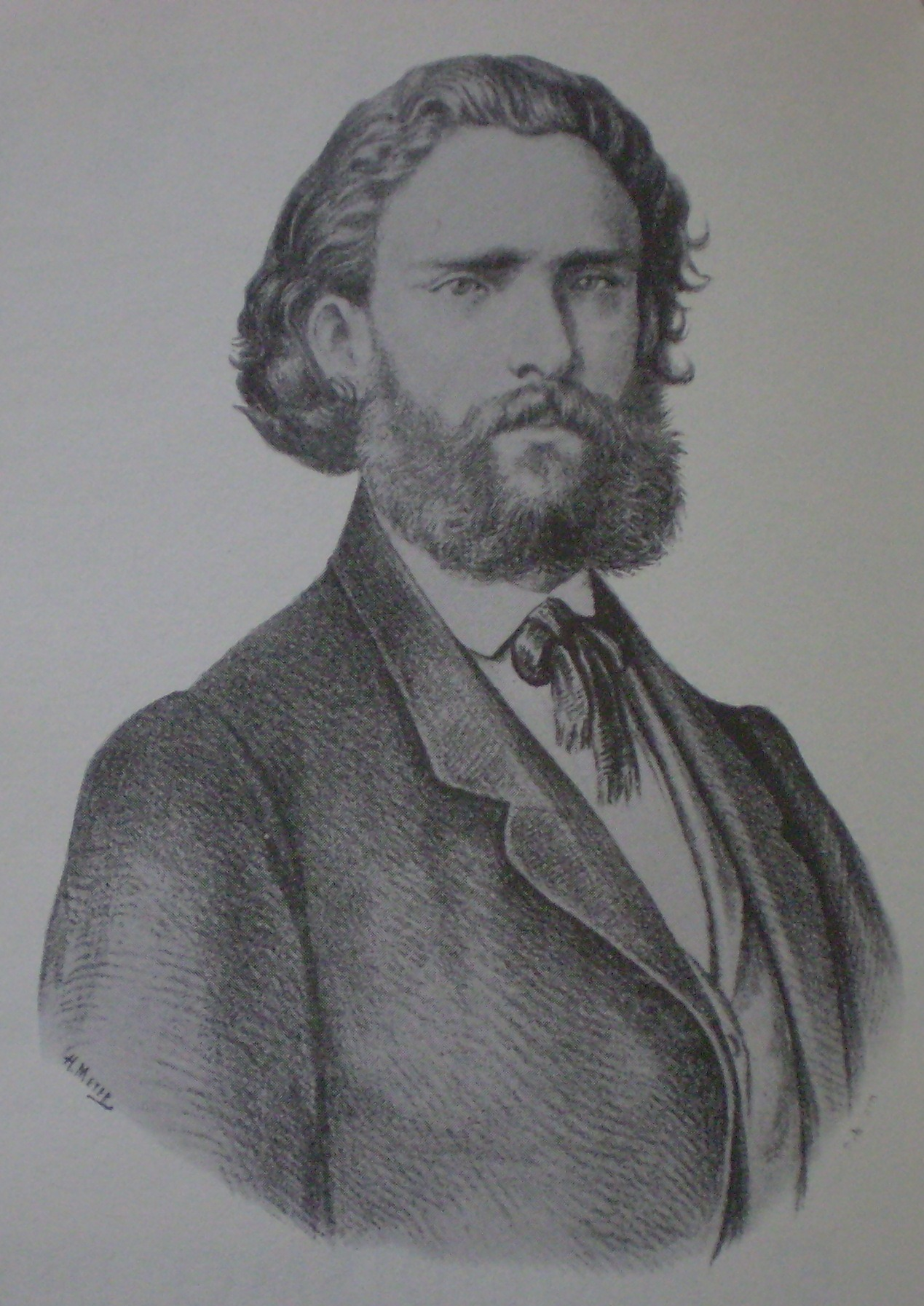
Juan Chassaing

Juan Chassaing (* 15. Juli 1839 in Buenos Aires; † 3. November 1864 ebenda) war ein argentinischer Schriftsteller. 
Juan Chassaing war der Sohn eines französischen Rechtsanwalts und dessen argentinischer Ehefrau. 
Sein Studium der Rechtswissenschaften unterbrach Chassaing und nahm bereits im Alter von 20 Jahren (im Rang eines Hauptmanns) unter Bartolomé Mitre an der Schlacht von Cepeda am 23. Oktober 1859 teil. Auch in der Schlacht von Pavon am 17. September 1862 zeichnete er sich durch Tapferkeit aus. Nach Kriegsende schloss er sein Studium ab und ließ sich in Buenos Aires als Rechtsanwalt nieder. 
Als solcher gründete er 1864 die Zeitschrift „El Pueblo“, um ein eigenes Forum für sein politisches Engagement zu haben. Zuvor schon schrieb er als freier Mitarbeiter u. a. für Zeitungen und Zeitschriften wie „Espada de Lavalle“ und „El Nacional“. Neben seinem Œuvre politischen Inhalts hinterließ Chassaing nur einige wenige Gedichte. Unsterblich ist er allein mit seinem patriotischen Gedicht A mi bandera. 
Am 3. November 1864 starb Juan Chassaing mit 25 Jahren in seiner Heimatstadt an Tuberkulose und fand dort auch seine letzte Ruhestätte. 

## Werke (Auswahl)
- El corazón del hombre.
- Himno a Colón.
- Canto.
- A mi bandera.